# Codon (género)
- Commons
- Wikispecies

Codon é um género botânico pertencente à família Hydrophyllaceae.
1. ↑  «Codon — World Flora Online». www.worldfloraonline.org. Consultado em 19 de agosto de 2020